# Niágara (película)
Niágara (en algunos países de Hispanoamérica, Torrente pasional) es una película estadounidense de 1953, perteneciente al cine negro. Dirigida por Henry Hathaway y protagonizada por Marilyn Monroe, Joseph Cotten, Jean Peters y Max Showalter.
A diferencia de otras películas del cine negro de la época, normalmente en blanco y negro, Niágara fue filmada en Tecnicolor de tres tiras (una de las últimas películas que se harán en Fox en ese formato, ya que unos meses más tarde la productora comenzará a utilizar el Cinemascope).
La película fue una de las más taquilleras de aquel año, obtuvo críticas positivas y llevó al estrellato a Marilyn Monroe. Monroe no era la protagonista de la película y en aquellos años era la eterna secundaria que aparecía en tantas películas al año como fuera posible y Niagara era una de ese largo listado de películas en las que intervino entre 1951 y 1953 en pequeños papeles pero, a la vez, promocionada como actriz gancho pero, a última hora, se decidió darle primera facturación y una extensa promoción casi de estrella, pero sin darle más escenas ni tampoco quitarle a Jean Peters el estatus de protagonista, en lo que se podría considerar un caso similar a Janet Leigh en Psicosis, pues muchos espectadores se sorprendieron, ante el enorme despliegue publicitario, de la limitada cantidad de escenas que tenía la Monroe, especialmente en la segunda mitad del metraje. Sus siguientes dos películas de ese año, Los caballeros las prefieren rubias, con Jane Russell , y Cómo casarse con un millonario , con Betty Grable y Lauren Bacall, fueron éxitos aún mayores.

## Sinopsis
Rose y su marido George van a las cataratas del Niágara, un lugar muy común de vacaciones y lunas de miel. Lo que no sospecha George es que su joven mujer lo ha planeado todo para asesinarle fingiendo un accidente. Las cosas no salen como estaban previstas y se desencadena una tragedia.

## Argumento

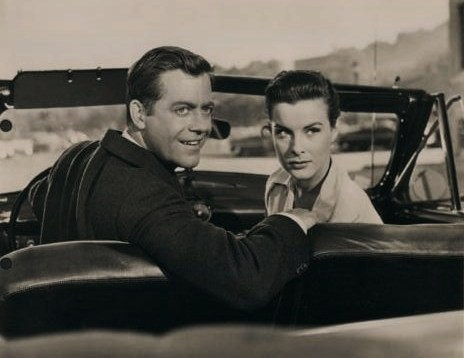
Ray Cutler y su esposa, Polly
(Max Showalter y Jean Peters)

Ray y Polly Cutler llegan desde Toledo, Ohio, a Rainbow Cabins, un hotel situado en el lado canadiense de las cataratas del Niágara, para pasar su luna de miel retrasada; al llegar encuentran que su cabaña reservada aún está ocupada por George y Rose Loomis. Rose les dice que su marido George está dormido, y que recientemente ha sido dado de alta de un hospital mental del ejército después de su servicio en la Guerra de Corea. Los Cutler después de escuchar esto aceptan cortésmente otra cabaña menos deseable, y así las dos parejas se conocen.
George y Rose tienen un matrimonio problemático e inestable. Ella es más joven y muy atractiva. Él está celoso, deprimido e irritable. Ray y Polly al día siguiente deciden ir a conocer las cataratas, descubriendo a Rose besándose apasionadamente con otro hombre, Patrick, su amante.
Por la noche, Rose se pone un vestido provocativo y se une a una fiesta improvisada al aire libre. Allí pide que se reproduzca un disco en particular, con su canción favorita, Kiss. George sale furioso de su cabaña al oírlo y rompe el disco, sospechando que la canción tiene un significado secreto para Rose. Al ver que George se ha cortado la mano con el disco, Polly visita su habitación para aplicar mercurocromo y vendajes a su lesión. George confiesa que era un ganadero de ovejas cuya suerte se volvió peor después de que se enamorara y se casara con Rose, a quien conoció cuando era camarera.
Esa misma noche Rose se pone en contacto con su amante. Piensa que ha llegado el momento de acabar con su marido tras haberse puesto en evidencia. Pero George sospecha algo y la sigue hasta las cataratas, y éste termina siendo seguido por Patrick, que va a matarlo.
Rose regresa a su cabaña, mostrando su preocupación ante los Cutler, denunciando la desaparición de su esposo, descubriendo en el guardarropa de las cataratas los zapatos de él, por lo que lo buscan, descubriendo un cadáver.
De hecho, es George quien ha matado a Patrick, arrojado su cuerpo en las cataratas, y recogido los zapatos de Patrick en lugar de los suyos. Esto lleva a la policía a creer que George es la víctima. El cuerpo es recuperado y la policía lleva a Rose a la morgue para identificar el supuesto cuerpo de George. Cuando es destapado el cuerpo ella reconoce al hombre muerto, colapsa y pierde el conocimiento sin pronunciar palabra.
Los Cutler son trasladados finalmente a la cabaña que ocupaban los Loomis. Mientras Polly está dormida, George entra furtivamente dispuesto a acabar con Rose. Polly al verlo grita histérica y George huye, aunque Ray está convencido de que se trata sólo de un sueño, pero al ver el estado de su mujer decide adelantar su regreso, aunque lo aplaza ante la aparición del subdirector de la compañía para la que trabaja, con el que visitan de nuevo las cataratas, donde Polly, rezagada ve de nuevo a George que le cuenta lo ocurrido y le pide que no cuente nada, pues desea seguir legalmente muerto para iniciar una nueva vida.
Rose despierta en el hospital y decide huir, con la intención de regresar a los EE. UU. Cuando está por salir de viaje, encuentra a George quien está esperándola en la frontera. Ella corre e intenta esconderse en el campanario de una iglesia. George la atrapa y la estrangula bajo las campanas, que permanecen en silencio. Conmovido, dice: «Te quería, Rose, ya lo sabes».
Los Cutler se disponen a ir de pesca con el subdirector y su esposa, pero George, escondiéndose de la policía, intenta robar la barca pero antes de salir llega Polly, que trata de impedirle que la robe, siendo golpeada accidentalmente por George, que debe huir con ella a bordo. Ya cerca de las cataratas el barco se queda sin gasolina y son arrastrados hacia éstas. Para evitarlo intentan hacer varios huecos en el barco para que se hunda, pero no lo consiguen. George ayuda a Polly a saltar a una gran roca antes de precipitarse él por la catarata, siendo rescatada poco después Polly por un helicóptero de la guardia costera estadounidense.

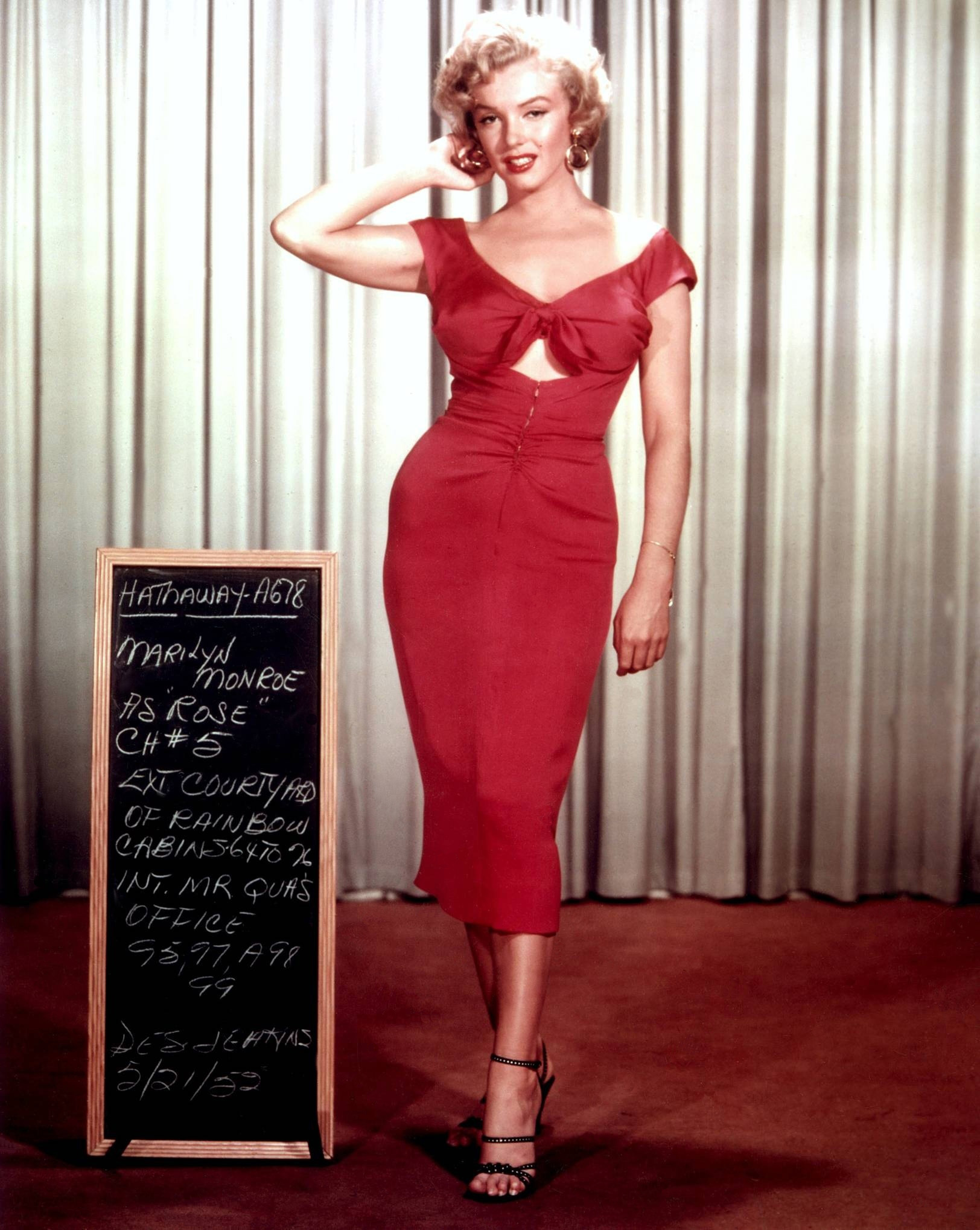
La actriz Marilyn Monroe en una foto publicitaria de la película.

## Reparto
- Marilyn Monroe: Rose Loomis.
- Joseph Cotten: George Loomis.
- Jean Peters: Polly Cutler.
- Max Showalter: Ray Cutler.
- Denis O'Dea: inspector Starkey.
- Richard Allan:_ Patrick.
- Don Wilson: Mr. Kettering
- Lurene Tuttle: Mrs. Kettering
- Russell Collins: Sr. Qua
- Will Wright: Barquero.

## «Film Noir»
Un tema importante es el del sexo y su capacidad destructiva. Rose es una mujer fatal seductora vestida con ropa ajustada que revela su figura sensual. Su relación (combinando lo sexual, lo hipócrita y lo despreciativo) con George contrasta con la relación más normal de los Cutler, que también tiene elementos sexuales sugeridos por la película. Ray Cutler no deja de notar los encantos sexuales de Rose, pero la reacción de ambos, Ray y Polly, a sus interacciones con George y Rose demuestran el convencionalismo de sus actitudes.

## Legado
En las semanas posteriores a la muerte de Marilyn Monroe el 5 de agosto de 1962, Andy Warhol utilizó una foto de la publicidad de la película "Niágara" como la base para su serigrafía, haciendo así su pintura Díptico de Marilyn. Los veinticinco cuadros situados en el lado izquierdo del díptico son de colores brillantes, mientras que los veinticinco de la derecha se muestran en blanco y negro. Se ha sugerido que la relación entre el lado izquierdo y el lado derecho de la obra es evocadora de la relación entre la vida de la celebridad y la muerte